# ارنستو تورگروسا
ارنستو تورگروسا (انگلیسی: Ernesto Torregrossa؛ زادهٔ ۲۸ ژوئن ۱۹۹۲) بازیکن فوتبال اهل ایتالیا است.
از باشگاه‌هایی که در آن بازی کرده‌است می‌توان به باشگاه فوتبال هلاس ورونا، باشگاه فوتبال تراپانی، باشگاه فوتبال برشا، باشگاه فوتبال اودینزه، باشگاه فوتبال مونتسا، باشگاه فوتبال کروتونه، باشگاه فوتبال آ. ث. لومتزانه، باشگاه فوتبال سمپدوریا، باشگاه فوتبال پیزا، و باشگاه فوتبال کومو اشاره کرد.